# Rocky Ridge (Utah)
Rocky Ridge je město v okrese Juab County ve státě Utah ve Spojených státech amerických. V roce 2020 zde žilo 848 obyvatel a s celkovou rozlohou 5,5 km² byla hustota zalidnění 154,2 obyvatel na km².